# Asphalte (film, 1981)
Pour les articles homonymes, voir Asphalte (homonymie).
Pour plus de détails, voir Fiche technique et Distribution.
Asphalte est un film français de Denis Amar, sorti en France le 14 janvier 1981.

## Synopsis
En ce 31 juillet, jour J des grands départs en vacances, Juliette Delors, que rien ne poussait à partir, décide au dernier moment de prendre la voiture de son ami dont elle est sans nouvelles. Au même moment, ses amis Jaeger sont blessés dans un carambolage. Choqué, le conducteur va errer plusieurs heures sur l'autoroute. Pendant ce temps, Albert Pourrat retire son véhicule non révisé du garage et part pour la mer avec sa famille et des copains. Alors que les adultes finissent de déjeuner, les enfants s'amusent dans la voiture dont les freins défectueux lâchent.

## Fiche technique
Sauf indication contraire, les informations mentionnées dans cette section peuvent être confirmées par la base de données cinématographiques Unifrance,  présente dans la section « Liens externes ».
- Titre original : Asphalte[1]
- Réalisation : Denis Amar
- Scénario : Jean-Pierre Petrolacci
- Photographie : Robert Fraisse
- Montage : Jacques Witta
- Cascades : Rémy Julienne
- Musique : Laurent Petitgirard
- Son : Bernard Bats
- Assistants à la réalisation : Daniel Janneau, Graziella Molinaro
- Costumes : Michèle Cerf
- Production : Jean-Claude Roblin, Yvon Guezel, Guy Verrecchia, Jean-Claude Patrice
- Sociétés de production : UGC Images, Les Films de l'Epée, Top n°1 Productions, Multimedia France Productions, France 2 Cinéma
- Pays de production : 100%  France
- Langue de tournage : français
- Format : Couleur - Son mono - 35 mm
- Genre : Drame
- Durée : 100 minutes (1h40)
- Dates de sortie :
  - France : 6 janvier 1981[1]
  - Portugal : 22 mai 1981
  - Union soviétique : janvier 1983
- Affiche : Michel Landi (France)

## Distribution
- Carole Laure : Juliette Delors
- Jean-Pierre Marielle : Albert Pourrat
- Jean Yanne : Arthur Colonna
- Philippe Ogouz : Jean-Claude Jaeger
- Louis Seigner : Le vieil homme
- Danièle Lebrun : Florence Rouvier
- Nicole Vassel : Nicole Pourrat
- René Bouloc : Le cousu
- Daniel Sarky : Le chirurgien
- Christophe Bourseiller : Le mécanicien
- Étienne Chicot : Caron
- Bernard Verley : L'ami de Montpellier
- Georges Wilson : Professeur Kalendarian
- Richard Anconina : Un pilleur
- Philippe Brizard : Jules Giroux
- Christophe Lambert : Un médecin
- Germaine Ledoyen
- Daniel Guillaume : Un temoin
- François Dyrek : Edward
- Roger Mirmont : Edouard
- Christian Morin : Le journaliste d'Europe 1
- Alex Lacast : Roger, l'assistant du journaliste
- Daniel Bilalian : Le journaliste d'Antenne 2
- Antoinette Moya : La caissière du restauroute
- Pierre Frag : Le marchand de valises
- Jean Le Mouël : L'accidenté qui porte secours au fils de Jaeger
- Jacques Chailleux : L'ambulancier
- Jacques Boudet : Un gendarme
- Amandine Rajau : Enfant du couple ami de Juliette (au début, dans le parking)

## Production
Les extérieurs ont été tournés du 20 mai au 11 juillet 1980 à Montélimar et dans la région parisienne.